# Лакруа, Каролина
Бланш Зелия Жозефина Делакруа (фр. Blanche Zélia Joséphine Delacroix; 13 мая 1883, Бухарест, Румыния — 12 февраля 1948, Камбо-ле-Бен, Франция), более известная как Каролина Лакруа (фр. Caroline Lacroix), — самая известная и одиозная любовница бельгийского короля Леопольда II.
Делакруа, француженка по происхождению, в возрасте 16 лет познакомилась в Париже с королём, которому тогда было 65. В то время она зарабатывала на жизнь проституцией. Вскоре у них завязались отношения, которые продолжались до его смерти в 1909 году. Леопольд щедро одаривал её большими суммами денег, поместьями, подарками, а также присвоил благородный титул баронессы де Воган. Из-за этой щедрости короля Каролина была очень непопулярна как среди бельгийского народа, так и на международном уровне, поскольку Леопольда всё чаще критиковали за его действия, мотивированные скупостью, в Свободном государстве Конго, его личной колонии. Так как доходы Каролины преимущественно имели конголезское происхождение, она получила прозвище «Королевы Конго» (фр. La reine du Congo).
Она и Леопольд сочетались церковным браком за пять дней до его смерти, хотя невозможность провести гражданскую церемонию сделала этот брак недействительным по бельгийскому законодательству. После кончины короля вскоре выяснилось, что он оставил Каролине множество недвижимости, предметов роскоши, конголезские облигации и другие ценные источники дохода — всё это превратило её в мультимиллионершу. В течение многих лет бельгийское правительство и три дочери Леопольда пытались вернуть часть этого богатства, причём их успехи в этом деле были переменными. Каролина умерла 12 февраля 1948 года в Камбо-ле-Бене, во Франции.

## Ранние годы
О происхождении и ранних годах жизни Каролины существует разные версии. Согласно одной из них, её отец Жюль Делакруа работал уборщиком во французской миссии в Бухаресте. По другой её отец был авантюристом, прибывшим в Бухарест в поисках счастья, а Каролина была 13-м ребёнком в семье. В юности Каролина работала барменшей.
Различные источники утверждают, что Каролина работала проституткой в Париже. В юности она была любовницей Антуана-Эммануэля Дюррьё, бывшего офицера французской армии. По словам Адама Хоксхильда Дюррьё содержал их обоих за счёт ставок на скачки, когда удача отвернулась от него, он превратился фактически в сутенёра, предлагая Каролину для утех клиентам из высших слоёв общества. Они орудовали и в Елисейском дворце, но тем не менее зачастую их долги оставались неоплаченными. В 1900 году, находясь в Париже, бельгийский король Леопольд II прослышал о «достоинствах» Каролины и заинтересовался её персоной. Женщина, посланная Леопольдом, сообщила Каролине: «Мадам, меня послал к вам джентльмен, который приметил вас. Он очень важная персона, и его высокое положение вынуждает меня скрыть его имя».
Встреча была назначена на следующий день. Каролина ждала его в уединённой комнате, куда прибыл Леопольд с двумя спутниками. Поскольку она не знала Леопольда II и была так взволнована этой встречей, что перепутала Бельгию и Швецию в присутствии короля, называя его Его Величеством Оскаром, к его удивлению и веселью. Смысл присутствия двух спутников вскоре стал ясен: они сели по обе стороны от неё и начали задавать ей вопросы, отвечая на которые она «поворачивала голову сначала вправо, затем влево … их единственная цель, как я узнала позже, состояла в том, чтобы продемонстрировать два моих профиля молчаливой персоне» — вспоминала Каролина в своих мемуарах. Леопольд остался довольным знакомством и пригласил Каролину поехать с ним в Австрию. На следующий день ей доставили большую сумму денег вместе с несколькими пустыми сундуками, так как Леопольд узнал, что она любит покупать одежду.

## Отношения с Леопольдом II

### Реакция в прессе
Бельгийский король больше не опускается до проституции, как его коллеги, в диких порывах чувственности и похоти: проституция сама лезет навстречу королю.
Отношения 16-летней Каролины с 65-летним королём Леопольдом быстро стали достоянием общественности, Леопольда стали называть развратным и одурманенным. Хотя монарх и ранее заводил романы, за что получил прозвище «короля бельгийцев и красавиц» (фр. le roi des Belges et des Belles), его отношения с Каролиной был уникальными в своём роде, и бельгийская пресса, в частности, с удовольствием обсуждала их роман в течение многих лет. Её привычка сопровождать Леопольда на модные курорты в Европе вызвала дополнительные пересуды и возмущение, некоторые даже распространяли слухи, что она извращённо ублажала старого короля с помощью специальным образом расположенных зеркал и «специального» оборудования. Молодая избранница монарха стала известна как «королева Конго» (фр. la reine du Congo), потому что огромное богатство, которое она накопила благодаря Леопольду, имело преимущественно конголезское происхождение. Она стала спутницей короля в последние годы его жизни после того, как его бывшая жена королева Мария Генриетта умерла в 1902 году. Их роман совпал по времени с ухудшением международной репутации Леопольда, связанным с его действиями и распоряжениями, касавшимися Свободного государства Конго. Хоксхильд писал, что их роман по иронии судьбы навредил популярности короля в Бельгии больше, чем любое из его преступлений в Конго. В результате немногие из его бывших союзников были готовы защищать его, как только он стал мишенью международного протестного движения, возглавляемого Обществом по проведению реформ в Конго. Бельгийские социалисты, в частности, ссылались на этот роман, доказывая, что, поскольку Леопольд пребывал в «старческом маразме» и находился под контролем «жадной и амбициозной женщины», он был непригоден для управления страной.

### Богатая любовница

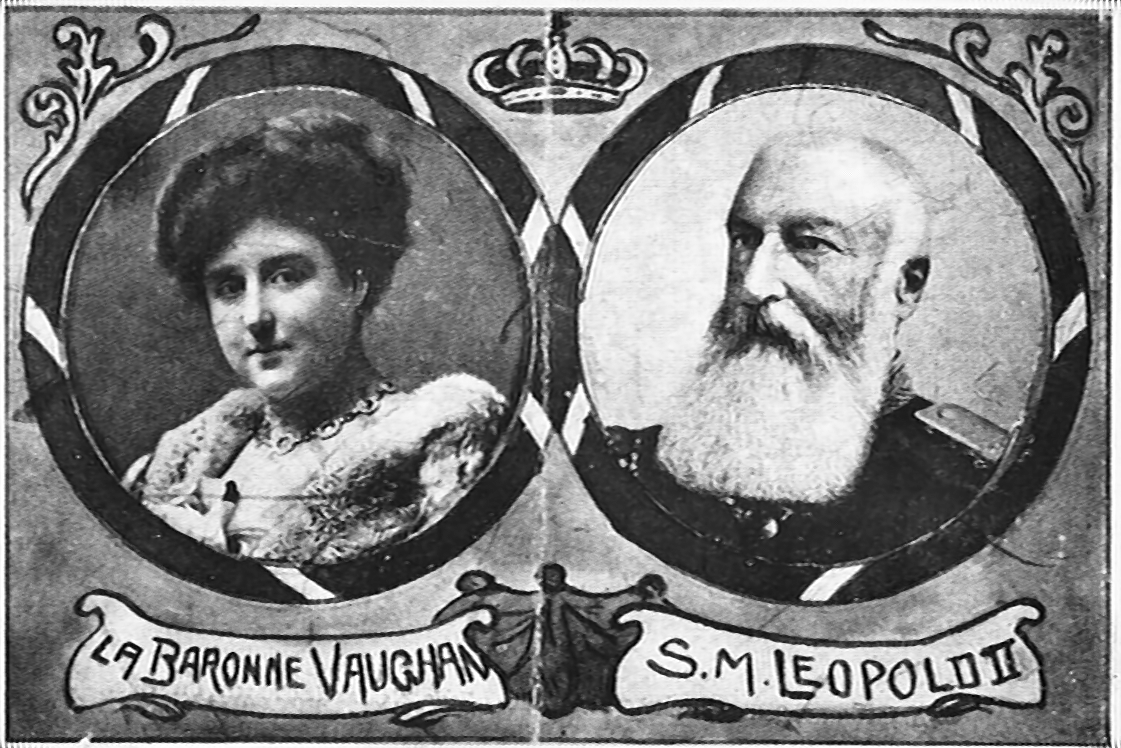
Открытка с Леопольдом и Каролиной

После смерти Марии Генриетты отношения Леопольда с Каролиной стали вызывающе открытыми, он поселил её напротив своего дворца Лакен, на вилле Вандерборт, даже возведя пешеходный мост (над землей и над оградой особняка), чтобы он мог видеть её как пожелает. Мост стал следствием ревности короля, которая, возможно, была оправдана, так как бывшего любовника Каролины Дюррьё заставали с ней несколько раз. Каролина попыталась выдать его за своего брата, когда Леопольд как-то обнаружил их вместе. В одном из источников сообщалось, что они с Дюррьё установили во всех принадлежавших ей помещениях секретные электрические колокольчики, чтобы слуги могли предупредить её о приближении короля.
Леопольд потратил огромные суммы денег на подарки и поместья для своей молодой любовницы, приобретя для неё, например, в 1902 году виллу Леопольда. Она часто посещала Париж, чтобы навестить свою портниху и модистку, однажды похваставшись, что как-то потратила три миллиона франков на платья в одном из магазинов. Один раз Каролина пожаловалась Леопольду, что вечерний экспресс, возвращающийся в Брюссель, ограничивает её время на покупки, из-за чего король устроил так, что поезд стал отправляться на час позже. Когда она была беременна своим первым ребёнком, король при участии французского правительства профинансировал строительство новой дороги рядом с её резиденцией, чтобы ей было удобно ездить по ней. Постоянно сопровождаемый Каролиной король проводил большую часть своего времени за пределами Бельгии ― в своих многочисленных владениях по всей Западной Европе, что вызывало сильнейшее возмущение среди бельгийцев. Чаще всего вместе с Каролиной и двумя их сыновьями он бывал в своём поместье в Кап-Ферра на юге Франции. Каролина также проживала в замке Лармуа, который Леопольд арендовал для неё. Кроме того, он приобрёл французский замок Баланкур, а также виллу в Брюсселе, где Каролина без стеснения появлялась на публике. Хотя она обычно и путешествовала инкогнито, но на похоронах британской королевы Виктории в 1901 году она открыто присутствовала в качестве спутницы Леопольда, чем вызвала большой скандал. Её непопулярность в Бельгии резко возросла, как только стало ясно, что все богатства Леопольда, поступаемые из Конго, приносят пользу не его стране, а идут на благо ему самому и его молодой любовнице.

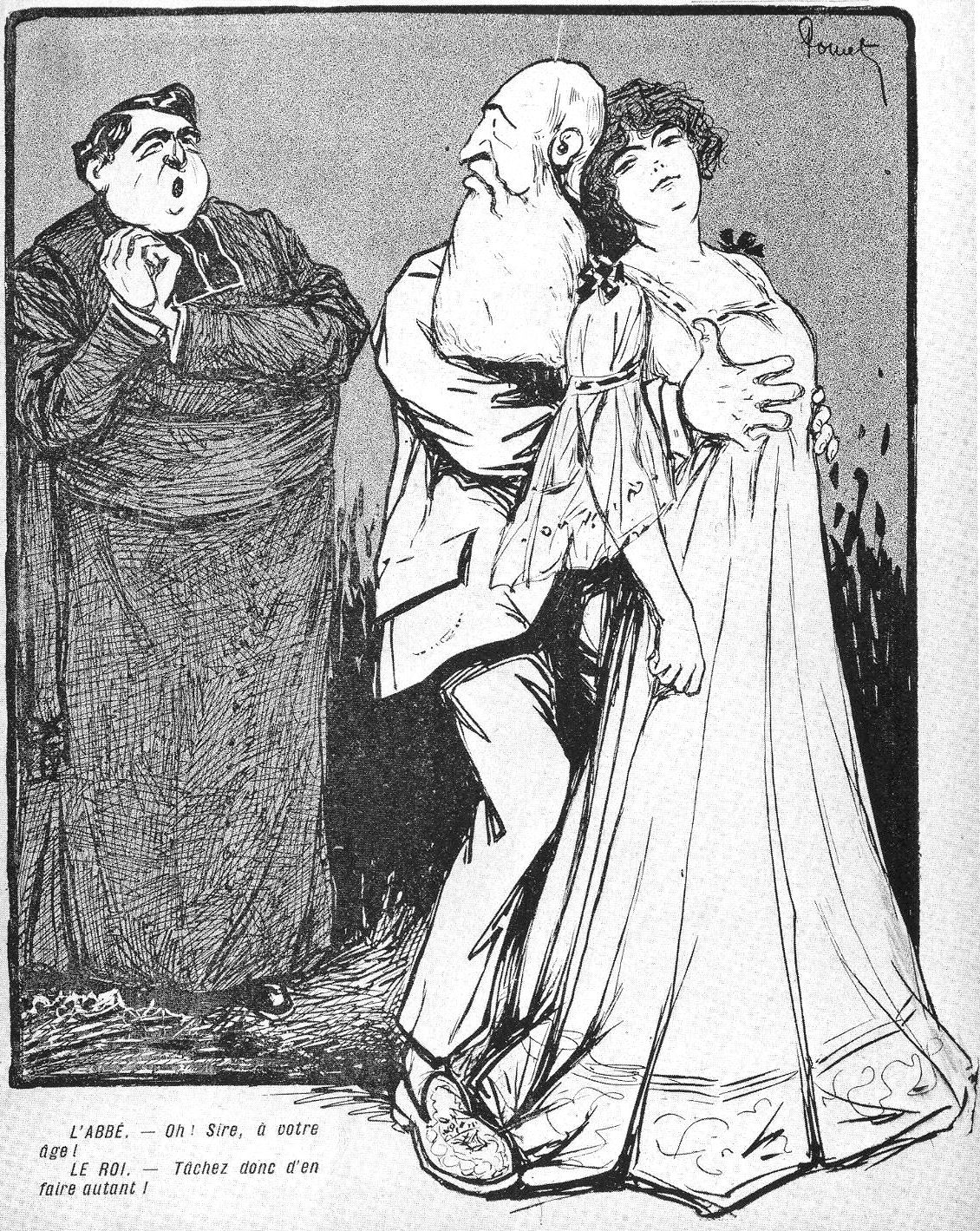
Карикатура, высмеивающая отношения Леопольда с Каролиной. Священник восклицает: «О, сир! В вашем-то возрасте!», а король отвечает: «Старайтесь так же!»

С годами король становился всё более склонным к вспышкам гнева, он разорвал все свои старые отношения. Говорили, что только в компании Каролины и их сыновей к Леопольду «возвращалась часть его жизненной силы и германского юмора». Каролина описывалась как женщина выше среднего роста, «пухленькая, но изящная, с красивым цветом лица и кожи», с густыми каштановыми волосами. По характеру она была «надменной, резкой, раздражительной» и плохо образованной. Любовница короля настаивала на том, чтобы к ней относились с уважением, в противном случае угрожая столкнуться с немилостью Леопольда. Также говорили, что она обладает «яркими разговорными способностями» и «ослепительной молодостью». Каролина хорошо приспособилась к «причудам» Леопольда, таким как его крайняя ипохондрия. Например, когда ей требовалось свободное время для себя, она кашляла и притворялась, что простужена. Она использовала это «оружие», и чтобы помешать интриганкам-соперницам завоевать благосклонность короля, убеждая Леопольда, что у них простуда. Вместо того, чтобы замалчивать о своей разнице в возрасте, Каролина и Леопольд, казалось, наслаждались ею, так она называла его «очень старым» (фр. Très Vieux), а он её ― «очень прелестной» (фр. Très Belle).

### Свадьба
Король заболел от «закупорки кишечника» в своей резиденции в Лакене, и его любовница и двое сыновей поспешили к нему. За пять дней до своей смерти, 12 декабря 1909 года, король Леопольд сочетался с Каролиной церковным браком, церемония была проведена его личным капелланом. Брак не имел законной силы по бельгийскому законодательству, поскольку он был заключён в результате религиозной, а не гражданской церемонии. Он был признан Ватиканом, поскольку их свадьба прошла в соответствии с религиозными обрядами католической церкви. Этот брак вызвал большой скандал в Бельгии, поскольку её граждане были шокированы тем, что церковь не только санкционировала его, но и позволила Каролине оставаться у его постели даже в присутствии священника. Несмотря на заключение брака, Каролине приходилось удаляться с глаз всякий раз, когда к королю прибывал гость, хотя во всё остальное время она оставалась рядом с ним.
Леопольд умер в присутствии Каролины и двух сиделок. Его младшему законному ребёнку, принцессе Клементине, которой ранее было запрещено появляться в его дворце, всё ещё не разрешалось входить в его комнату, несмотря на его слабое состояние. Принцессы Луиза и Стефания также отправились в Брюссель для примирения с отцом и внесения изменений в завещание короля, но Леопольд отверг их. Каролина утверждала, что прямо перед своей кончиной Леопольд повернулся к своему помощнику барону Огюсту Гоффине и сказал: «Я представляю вам мою вдову. Я передаю её под вашу защиту на нескольких дней, которые она проведёт в Бельгии после моей смерти». Хоксхильд предполагает, что, вероятно, король сказал это или что-то подобное, поскольку он хорошо знал, как сильно его дочери и общественность ненавидели её, особенно когда они узнали, как много он завещал ей и их сыновьям.

### Дети
У Каролины и Леопольда было двое сыновей:
- Люсьен Филипп Мари Антуан (9 февраля 1906—1984), герцог Тервюрен, женившийся на Люсии Грасьёз Мундути 1 марта 1927 года.
- Филипп Анри Мари Франсуа (16 октября 1907 — 21 августа 1914), граф Равенштейн, умерший молодым.

Как и самой Каролине, которая стала баронессой Воган после рождения первенца, её двум сыновьям были даны титулы, но никаких официальных указов по этому поводу никогда не издавалось ни королём Леопольдом, ни бельгийским правительством или любым другим иностранным государством, что делало их просто почётными. Из-за юридически недействительного брака их родителей два их сына считались незаконнорожденными. Каждый из них после своего рождения был зарегистрирован во Франции как сын Каролины, но ни о Леопольде или каком-либо другом потенциальном отце в документах не упоминалось. Несмотря на эти обстоятельства, в Бельгии всё же существовали опасения, что Леопольд назначит своего старшего сына наследником престола. Если бы Леопольд сочетался браком в результате гражданской церемонии, его сын от Каролины действительно мог бы унаследовать трон, потому что все социальные классы были равны по бельгийской конституции, и поэтому их брак не считался бы морганатическим. В 1910 году оба мальчика были усыновлены Антуаном Дюррьё, за которого Каролина вышла замуж вскоре после смерти Леопольда.
Леопольд заботился о своих сыновьях, и большая часть богатств, унаследованных Каролиной, досталась им обоим. Однажды Лакруа похвасталась, что, поскольку она смогла выйти замуж за короля, её сыновья имели лучшее положение, чем Чарльз Боклер, 1-й герцог Сент-Олбанс, незаконнорожденный сын Нелл Гвин и английского короля Карла II. Из-за этих щедрот бельгийская публика возненавидела Каролину, как-то её карету забросали камнями на улицах Брюсселя.
Их второй сын родился с деформированной кистью, что было обыграно в карикатуре, изображавшей Леопольда, держащего ребёнка в окружении трупов конголезсцев с отрубленными руками: подпись гласила: «Месть свыше».

## Поздние годы
Леопольд оставил своей любовнице огромные суммы денег, инвестируя большие средства от её имени или передавая их доверителям, действовавшим в её интересах. Он также позаботился о хорошем обеспечении своих двух сыновей после своей смерти. По бельгийскому законодательству трое его оставшихся законных детей имели право на значительную часть его имущества, независимо от содержания его завещания. Однако это было применимо лишь в Бельгии, а не за границей. Большая часть богатств, которую он распределил на хранение, была вложена в иностранные инвестиции или в виде картин, предметов роскоши и художественных ценностей, которые можно было легко конвертировать в наличные деньги. Леопольд передал Каролине ценные бумаги Конго в дополнение к огромной сумме в шесть миллионов франков, которую он ранее уже подарил ей. Принцесса Луиза вскоре захотела заполучить эти ценные бумаги, но с помощью людей, преданных покойному королю, Каролина смогла безопасно переправить большую часть своего богатства в Париж. Однако два её поместья (в Брюсселе и во Франции) были заколочены, что не позволяло ей въезжать в них.
Точно определить размеры состояния Каролины всегда было трудно, так как король распределил её средства в различных местах и различными способами, которые часто было трудно обнаружить и оценить как при его жизни, так и после его смерти.. Один источник 1912 года, например, утверждал, что из предполагаемого состояния короля в 65 млн долларов Каролина получила 7 млн, в то время как по другим данным эта цифра была куда более высокой, и что источником для большей части её состояния послужили акции Конго.

### Судебные тяжбы

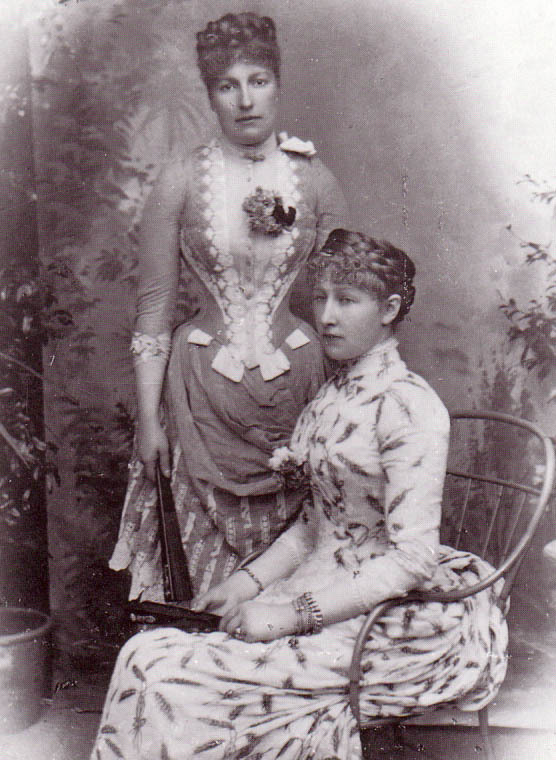
Принцессы Стефания и Луиза, которые пытались вернуть себе богатство своего отца, унаследованное Каролиной.

Отчуждение старого короля от трёх своих дочерей от первого брака (принцесс Луизы, Стефании и Клементины) способствовало тому, что Леопольд стремился лишить дочек наследства. Австрийская газета утверждала, что прямо перед смертью Леопольд лично передал Каролине свою большую коллекцию личных писем, а также документы, содержащие подробную информацию о различных европейских королевских деятелях, что очень обеспокоило его старшую дочь. После его смерти три принцессы подали в суд, оспаривая право на поместье стоимостью несколько миллионов франков, хотя это и была лишь очень малая часть того состояния, которое накопил Леопольд. Наследство же было настолько огромное, что принцессы всё ещё пытались отобрать часть богатства Каролины через четыре года после смерти отца, утверждая, что Каролина и Дюррьё быстро разграбили одно из владений Леопольда в Париже и захватили важные финансовые документы до того, как во Франции появился бельгийский эмиссар. Траст в размере 10 млн долларов, выгодоприобретателями которого король сделал Каролину и двух их сыновей, стал мишенью принцесс. Они и бельгийское правительство утверждали, что траст составлял часть личного имущества Леопольда, и, таким образом, все три женщины и правительство имели право на их долю, поскольку его средства были получены от Свободного государства Конго. Иск бельгийского правительства увенчался успехом, позволив им забрать весь траст, но с другой стороны он уменьшил долю, которая досталась принцессам (поскольку каждая из них получила всего лишь по 1 млн). Бельгийский государственный деятель Эмиль Вандервельде позже обвинил покойного короля в открытом письме в том, что он передал Каролине облигации Конго на сумму 6 млн долларов, которых, как было установлено, не было, когда Бельгия аннексировала эту колонию.

### Второй брак, развод и смерть
Будучи чрезвычайно богатой вдовой, Каролина продолжала появляться на страницах газет ещё долгое время после смерти Леопольда. Она вышла замуж за Антуана Дюррьё (1865—1917), своего бывшего возлюбленного и давнего друга, в 1910 году, через семь месяцев после смерти короля. В прошлом он был унтер-офицером французской армии и выступал в качестве её главного агента во время смерти Леопольда, помогая ей собирать необходимые бумаги, чтобы обеспечить её наследование состояния. Из-за более ранней роли Дюррьё в качестве сутенёра Каролины, Адам Хоксхильд высказал предположение, что если бы она поделилась с ним некоторыми из своих богатств, то Дюррьё можно было бы причислить к одному из самых успешных сутенёров всех времён. Хотя Дюррьё признал двух её сыновей своими отпрысками, дав им свою фамилию, ему не понравилось, что Каролина настаивала, чтобы он называл их по титулам в их присутствии.
Вскоре Каролина развелась со своим вторым мужем, и ей удалось сохранить большую часть своего состояния в неприкосновенности (хотя она и выделила Дюррьё сумму в один миллион долларов, чтобы сохранить опеку над двумя своими сыновьями). Различные поклонники, часто находившиеся в её окружении, такие как граф Бони де Кастеллан и Гастон Боннефуа, по некоторым данным, стали проявлять большую настойчивость после её развода. Тем не менее Каролина больше никогда не выходила замуж. Младший сын Каролины скончался в 1914 году, а старший прожил долгую, спокойную жизнь на своё унаследованное богатство, умерев в 1984 году.
В 1937 году Каролина опубликовала свои мемуары «Простолюдинка, вышедшая замуж за короля: в рассказе баронессы де Воган Полю Форе». В них она утверждала, что любила и была верна королю, и что он любил её и их двух сыновей. Каролина умерла 12 февраля 1948 года в Камбо, во Франции.